# Parti pour l'indépendance alaskaine
Pour les articles homonymes, voir AIP.
Le Parti pour l'indépendance alaskaine (Alaskan Independence Party ; AIP) est un parti politique de l'État américain d'Alaska. Il fut fondé dans les années 1970 afin « d'obtenir l'indépendance et d'établir un gouvernement minimal, responsable devant les citoyens ».
Il appelle à un plus grand contrôle de l'Alaska de son propre territoire. Il est favorable à la possession d'armes, à la privatisation, à l'éducation des enfants chez eux, et souhaite une diminution de l'intervention du gouvernement dans la vie privée des citoyens, se référant aux textes fondateurs des États-Unis. D'inspiration libertarienne, le parti participe aux élections en Alaska depuis 1970.
À une époque, certains membres proposaient que l'État de l'Alaska envisage une possibilité de rejoindre le Canada. D'autres membres s'opposaient à cette possibilité mais étaient ouverts à rejoindre un nouvel État de l'Ouest qui se serait séparé du Canada. Aucun de ces deux scénarios ne fait désormais partie du programme actuel de l'AIP.
Au niveau national, le parti alaskan est affilié au conservateur Parti de la Constitution.

## Histoire

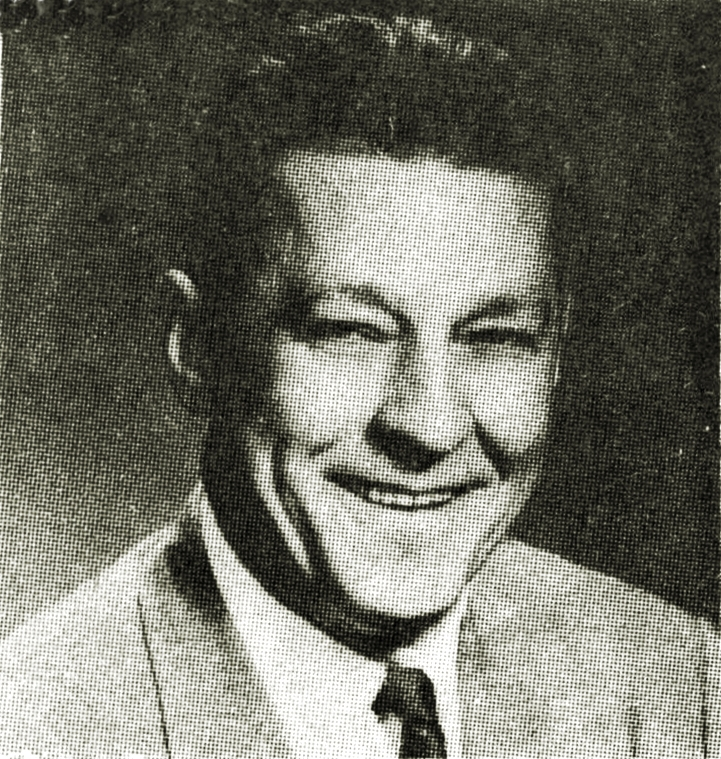
Joe Vogler.

Joe Vogler a commencé à contester en 1973 la validité du vote de 1959 ayant permis l'adoption du statut d'État pour l'Alaska. Il commença cette année-là à faire signer une pétition pour soutenir la sécession de l'Alaska des États-Unis. Vogler affirma à l'époque dans Alaska magazine  avoir recueilli 25 000 signatures en trois semaines (sur une population de l'Alaska à l'époque de 300 000 habitants).
Au cours des années 1970, Vogler fonda Alaskans for Independence pour poursuivre activement la sécession de l'Alaska. En 1984, il fonda l'AIP pour étudier si le vote de 1958 des habitants de l'Alaska, autorisant la transformation en État américain était légal.
Vogler dit alors « Je suis un Alaskan, pas un Américain, l'Amérique et ses foutues institutions ne me sont d'aucune utilité » (« I'm an Alaskan, not an American. I've got no use for America or her damned institutions, »)
Vogler sera le porte-drapeau de l'AIP pendant deux décennies. Il se présenta à l'élection pour le poste de gouverneur en 1974 avec Wayne Peppler comme colistier. Jay Hammond fut élu cette année-là contre le gouverneur sortant William Egan, avec Vogler loin derrière. Les discussions de l'époque faisaient valoir que Vogler était un "spoiler", un candidat se présentant juste pour en faire perdre un autre, et que le résultat de l'élection aurait été différent s'il ne s'était pas présenté. Cependant cette campagne ouvrit les portes pour des candidats issus de petits partis pour les élections suivantes aux différentes charges en Alaska.
En 1986, le colistier de Vogler était Al Rowe, résident de Fairbanks et ancien des Alaska State Troopers, la police de l'État. Rowe acheta des espaces publicitaires dans des journaux locaux se mettant en scène dans les habits du Sheriff Buford Pusser (un célèbre shériff des années 1960 dans le Tennessee). Ces publicités attirèrent l'attention pendant la campagne électorale. Entre celles-ci et les divisions au sein du Part républicain sur la nomination d'Arliss Sturgulewski, l'AIP obtint 5,2 % des voix, ce qui lui permit de devenir un parti officiellement reconnu en Alaska.

## Membres
À juin 2006, l'Alaskan Independence Party avait 13 542 adhérents, en faisant le troisième parti de l'État, derrière les Démocrates (66 218) et les Républicains (111 526). Un des militants les plus connus et actif est Gary Hill.
Le parti a fait l'objet de l'attention des médias américains en septembre 2008 après que John McCain, candidat républicain à l'élection présidentielle américaine de 2008 a choisi la gouverneur de l'Alaska Sarah Palin comme running mate (colistière) et candidate au poste de vice-présidente. Il fut ainsi révélé que Sarah Palin avait assisté à la convention de l'AIP en 2000 alors qu'elle n'était encore que maire de la petite ville de Wasilla. Lynnette Clark, l'actuelle présidente de l'AIP, déclara que Palin avait aussi assisté à la convention du parti en 1994, un an après la mort de son fondateur Joe Vogler, mais l'équipe de campagne de John McCain, le candidat républicain a démenti. Clark et d'autres membres de l'AIP ont aussi déclaré que Palin avait été membre de leur parti au milieu des années 1990 mais les archives de l'Alaska Division of Elections indiquent que Sarah Palin était enregistrée comme membre du Parti républicain depuis 1982,. Palin enregistra un message de bienvenue aux membres de l'AIP à leur convention de 2008 au titre de gouverneur de l'Alaska. Or, il s'avère finalement que seulement le mari de la gouverneur aurait en réalité été membre de ce parti.
Le 2 septembre 2008, le site politique Talking Points Memo rapporta que son mari, Todd Palin, était lui bien enregistré comme membre de l'AIP de 1995 à 2002.

## Buts du parti
Selon le site Internet du Parti :
« Le but d'Alaskan Independence Party est de voter, comme le vote auquel nous avons eu le droit en 1958, avec un choix à faire parmi les quatre suivants : 
1. Rester un territoire.
2. Devenir une nation indépendante et séparée.
3. Accepter un statut de Commonwealth.
4. Devenir un État.

L'appel à ce vote est dans la poursuite du rêve du fondateur de l'Alaskan Independence Party Joe Vogler, que les habitants de l'Alaska obtiennent l'indépendance dans le cadre d'un gouvernement réduit, mais pleinement adapté aux besoins des habitants et faisant la promotion du règlement des différences de manière pacifique. »
L'AIP soutient que le vote de 1958 pour devenir un État de l'Union est «invalide » car « il n'a pas été présenté aux Alaskans les différentes options qui s'offraient à eux » et car le « gouvernement fédéral a depuis rompu le contrat ».
En 1990, Walter Hickel, un ancien Républicain qui n'avait pas obtenu la nomination de son parti, remporta l'élection au poste de gouverneur en tant que membre de l'Alaskan Independence Party, avec Jack Coghill comme colistier, candidat au poste de lieutenant-gouverneur.  Ce fut la première fois depuis que l'Alaska avait rejoint l'Union (et donc élisait son gouverneur) qu'un candidat non issu d'un des deux grands partis était élu gouverneur. Cependant Hickel n'a jamais été d'accord avec l'appel de l'AIP pour un vote pour la sécession, conduisant des partisans durs de l'AIP à demander, en vain, un référendum révocatoire pour le poste de gouverneur. Hinckel rejoignit le Parti républicain en 1994, huit mois avant la fin de son mandat.

## Élections présidentielles américaines
L'AIP ne s'est pas impliqué dans l'élection présidentielle américaine depuis 1992, quand il apporta son soutien à Howard Phillips, le candidat de l'U.S. Taxpayers Party, devenu depuis le Parti de la Constitution. L'AIP figure dans la liste des affiliés à ce parti.
Candidats soutenus par l'AIP à l'élection présidentielle :
- 1992 - Howard Phillips ;
- 2004 - Michael Peroutka ;
- 2008 - Chuck Baldwin.